# Корп (Вандеја)
Корп (фр. Corpe) насеље је и општина у западној Француској у региону Лоара, у департману Вандеја која припада префектури Ла Рош сир Јон.
По подацима из 2011. године у општини је живело 949 становника, а густина насељености је износила 55,5 становника/km². Општина се простире на површини од 17,1 km². Налази се на средњој надморској висини од 27 метара (максималној 43 m, а минималној 7 m).

## Демографија
| 1962. | 1968. | 1975. | 1982. | 1990. | 1999. | 2011. |
| ----- | ----- | ----- | ----- | ----- | ----- | ----- |
| 587   | 622   | 599   | 667   | 702   | 724   | 949   |

График промене броја становника у току последњих година